# 阿基莱斯·耶尔维宁
阿基莱斯·耶尔维宁（芬蘭語：Akilles Järvinen，1905年9月19日—1943年3月7日），芬兰男子田径运动员。他曾代表芬兰参加1928年、1932年和1936年夏季奥林匹克运动会田径比赛，共获得二枚银牌。